# Sirvano Valdés
Sirvano Valdés Labrada (ur. 30 marca 1953) – kubański zapaśnik walczący w stylu klasycznym. Olimpijczyk z Montrealu 1976, gdzie zajął dziesiąte miejsce w wadze mimimuszej.
Złoty medalista igrzysk panamerykańskich w 1975 roku.

## Letnie Igrzyska Olimpijskie 1976
| Konkurencja | Eliminacje                      | Eliminacje                | Eliminacje               | Klas. końcowa |
| Konkurencja | Przeciwnik I                    | Przeciwnik II             | Przeciwnik III           | Miejsce       |
| ----------- | ------------------------------- | ------------------------- | ------------------------ | ------------- |
| -48 kg      | Aleksander Zajączkowski (POL) Z | Mitchell Kawasaki (CAN) P | Yoshite Moriwaki (JPN) P | 10.           |